# Eleonore von Kastilien († 1244)

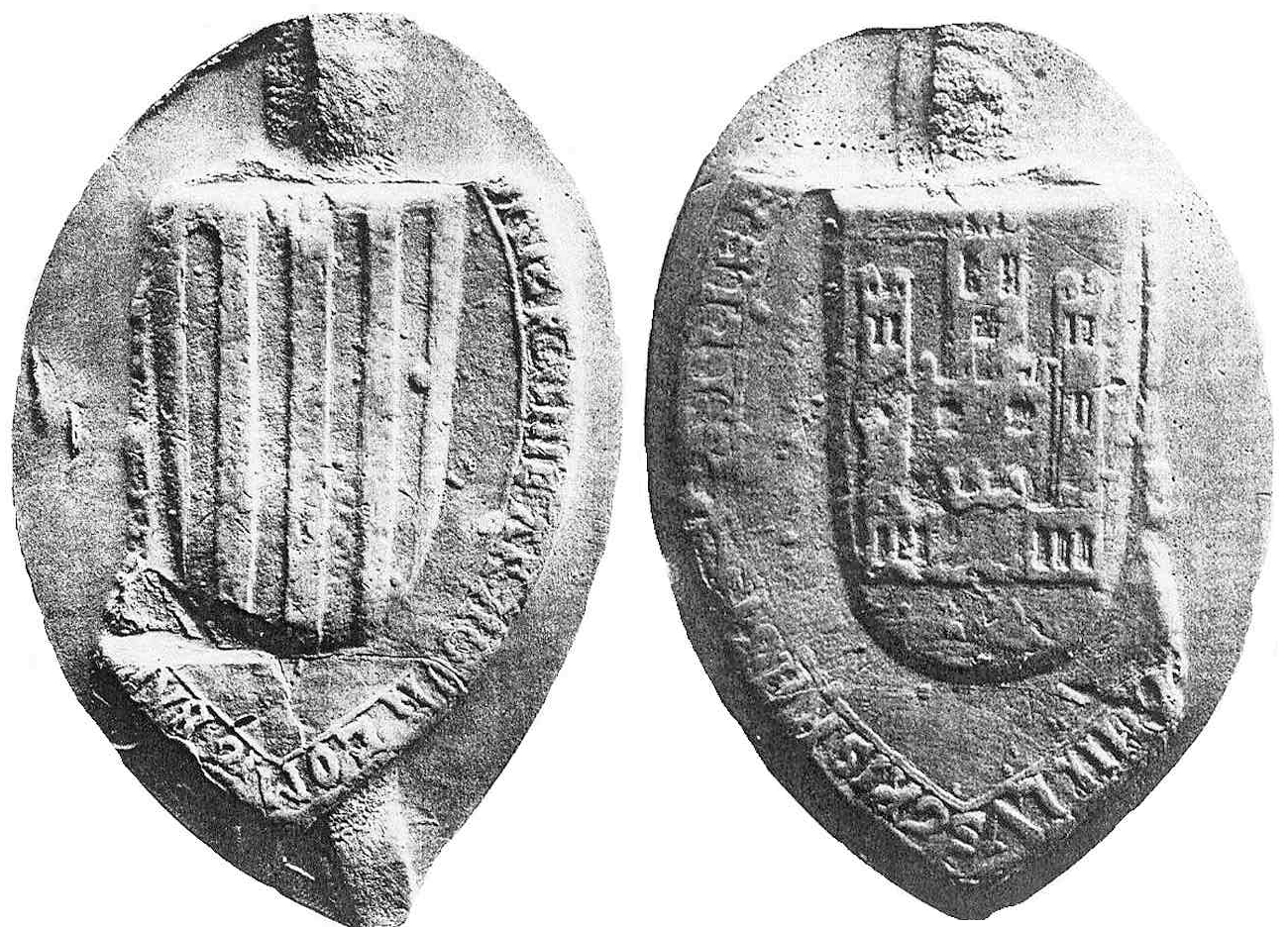
Vorder- und Rückseite des Siegels der Königin Eleonore

Eleonore von Kastilien (katalanisch: Elionor de Castella, spanisch: Leonor de Castilla; † 1244 in Burgos) war von 1221 bis 1229 eine Königin von Aragón als erste Ehefrau von König Jakob I. dem Eroberer († 1276). Sie war eine Tochter von König Alfons VIII. von Kastilien und der Eleonore von England.
Eleonores Geburtsdatum ist unbekannt. Am 6. Februar 1221 wurde sie in Ágreda mit dem damals erst dreizehn Jahre alten König Jakob I. von Aragón verheiratet. Diese Ehe wurde maßgeblich von ihrer älteren Schwester Berenguela vermittelt und von den aragónesisch-katalanischen Großen gefordert, die ihren König möglichst früh verheiratet sehen wollten, damit dieser sehr früh zahlreiche Kinder zeugen könne, um so eine drohende Thronvakanz im Falle seines möglichen frühen Todes zu verhindern. Wahrscheinlich in den ersten Tagen des Jahres 1228 wurde der Infant Alfons geboren, der im Februar desselben Jahres zum alleinigen Erben des Länderkonglomerats der Krone von Aragón bestimmt wurde.
Die Ehe rief allerdings den Unmut Papst Gregors IX. hervor, da Eleonore und Jakob I. als Cousins zweiten Grades nach kanonischem Recht zu nah miteinander verwandt waren; König Alfons VII. von Kastilien war ihr gemeinsamer Urgroßvater. Im Februar 1229 beauftragte der Papst seinen Legaten in Spanien, Johannes von Abbeville, mit der Durchführung der Nichtigkeitserklärung der Ehe. Am 29. April 1229 berief der Legat ein Konzil des aragónesischen Klerus’ und Adels in Tarragona ein, um dort die Verweigerung einer päpstlichen Dispens und damit die Annullierung der Ehe zu verkünden. Die Scheidung berührte allerdings nicht die Legitimität des Infanten Alfons, die von päpstlicher Seite aus anerkannt wurde. Eleonore kehrte nach ihrer Scheidung nach Kastilien zurück. 1234 wurde bei einer Zusammenkunft von Eleonores Neffen Ferdinand III. von Kastilien und König Jakob I. von Aragón im an der Grenze Kastiliens zu Aragon gelegenen Kloster von Santa María de Huerta vereinbart, dass Eleonore das Gebiet und das Schloss von Ariza erhalten und dass ihr der weitere Besitz der ihr bei der Heirat zugesprochenen Güter gewährt werden sollte, allerdings nur unter der ausdrücklichen Bedingung, dass sie keine neue Ehe mehr einging. Sie trat in die Zisterzienserabtei Santa María la Real von Las Huelgas ein, wo sie 1244 als eines der letzten der zahlreichen Kinder ihrer Eltern starb und bestattet wurde.
Ihr Kind aus der Ehe mit Jakob I. von Aragón war:
- Alfons (* 1228, † 1260); ⚭ 1260 mit Constança de Montcada, Gräfin von Bigorre († 1310).